# Eau sauvage
Eau sauvage è un'eau de toilette prodotta dalla maison Dior e creata dal profumiere Edmond Roudnitska nel 1966, il flacone fu creato da Pierre Camin.

È un eau tonica che sviluppa degli aromi legnosi con delle note di citron, rosmarino, petit-grain e basilico o vétiver. Il profumo contiene l'hédione, un composto aromatico scoperto negli anni 1960, che possiede una nota di «gelsomino fresco».

## Storia
Creato nel 1966 da Edmond Roudnitska, Eau Sauvage è stato il primo profumo per uomo di Dior e, ancor oggi, uno dei profumi più noti: da 25 anni è infatti il profumo per uomo più venduto al mondo.
Roudnitska, nel crearlo, decise di mantenere la semplicità della struttura classica del profumo per uomo, ma aggiungendo un tocco di eleganza con l'uso di fiori, fino ad allora esclusivi dei profumi femminili, e con l'hédione, una nuova sostanza che verrà molto utilizzata da Roudnitzka, ad aggiungere freschezza. L'essenza legnosa e aromatica del profumo creano un'essenza selvatica che dà il nome al prodotto.

## Confezione
Il flacone ridisegnato da Pierre Dinand è piuttosto semplice, in vetro striato obliquo, con il tappo in metallo squamato che richiama la banda centrale che avvolge orizzontalmente tutta la bottiglietta. Nel 2004 viene sottoposta ad un leggero restyling: il vetro è sostituito da metallo liscio argentato, mentre la scatola, tradizionalmente color radica, targhette rossa e linee dorate, diventa bianca con una banda argentata, richiamo del design del flacone.

## Edizioni e varianti

### Fragranze e profumi
Eau Sauvage
Eau de toilette (1966)
Eau Sauvage Extrême
Eau de toilette Intense (1984 e 2010): fragranza più vivace ed intensa grazie all'aggiunta di note di lavanda, ginestra e legno di Cedro; anche la confezione guadagna aggressività, grazie alla rivisitazione da parte di Pierre Camin del flacone, ora non più in vetro trasparente ma nero, e della scatola, dove il rosso delle targhette viene sostituito dal nero. La prima versione fu creata da Edmond Roudnitska nel 1984; fuori produzione per diversi anni, dal 2010 la fragranza è riproposta e ricreata da François Demachy.
Eau Sauvage 100% Glaçon
Eau de toilette (2001): edizione limitata, non più prodotta.
Eau Sauvage Fraîcheur Cuir
Eau de toilette (2007): edizione limitata, non più prodotta. François Demachy aggiunge sportività e freschezza alla fragranza, più boisé e floreale grazie a note di limone di Sicilia, cedro, e soprattutto un accordo di chypre e cuoio ambrato, a dare il nome al profumo ("Fraîcheur Cuir" significa appunto Freschezza di cuoio). Un richiamo al nome anche sul flacone, dove la tradizionale cintura metallica viene sostituita da una fascetta di cuoio.
Eau Sauvage Parfum
Eau de parfum (2012): l'edizione di Eau Sauvage creata da François Demachy viene reinterpretato il profumo, rendendolo più intenso e quindi promuovendolo a Eau de parfum. Nelle note di testa, Eau Sauvage Parfum conserva l'asprezza e la freschezza del Bergamotto, nelle note di cuore si percepisce un accordo di Vetiver, mentre nelle note di fondo rimbomba l'odore vigoroso e intenso della Mirra. Eau Sauvage Parfum è un profumo esperidato, boisé, ambrato. Nel flacone il tradizionale inserto metallico al centro viene sostituito da una cintura (una sorta di "abito da sera") con decorazioni che ricordano il motivo del ditale di Christian Dior (ripreso anche dal tappo della boccetta). Il flacone, dal quale si vede il profumo di un color giallo scuro, rimane di vetro come nella prima edizione della fragranza.
Eau Sauvage Cologne
Eau de cologne (2015): creata da François Demachy
Sauvage
Eau de toilette (2015): creata da François Demachy

### Altri prodotti
Linea Eau Sauvage
Lozione dopo barba
Balsamo dopo barba
Mousse da barba
Crema da barba
Deodorante stick
Deodorante spray
Sapone
Linea Sauvage
Lozione dopo-barba
Deodorante spray

## Promozione
Per reclamizzare la fragranza, Dior è ricorso a volti noti reali, quali Alain Delon, Zinédine Zidane o Johnny Halliday, e del fumetto, come Largo Winch e Corto Maltese, con lo slogan «Méfiez-vous de l'eau qui dort», motto francese traducibile con "attento all'acqua che dorme". Fra gli altri modelli ad aver prestato il proprio volto per le campagne pubblicitarie di Eau sauvage  si può citare Jake Davies.